# Јустин (историчар)
Марко Јуније Јустин (Marcus Iunianius Iustinus) био је писац епитомизиране (скраћене) верзије историографског дела Помпеја Трога. 
Помпеј Трог (Pompeius Trogus), из јужне Галије, писац прве опште историје на лат. језику (и једине ако не узмемо у обзир познога Орозија, око 400. године) написао је почетком нове ере историју македонских владара и њихових хеленистичких наследника (Historiae Philippicae), у 44 књиге. 
Тако је за време Августове владавине настала прва »општа историја« на латинском језику. Ово дело, рађено као допуна Ливију, сачувано нам је само у изводима Јунијана Јустина, са почетка 3. века не. Он је повадио из изгубљеног дела Помпеја Трога интересантније моменте и дао их у облику епитома. Наслов Јустиновог дела је гласио: Historiarum Philippicarum libri XLIV. Јустинов латински језик није савршен, али је повремено врло елегантан.
Оно се одликује изразитом тенденцијом против Рима. Она је почињала од времена асирског цара Нина и допирала до времена пишчевог живота. Догађаје римске историје он је излагао од оног момента када су Римљани ударили путем прекоморских освајања, али је на крају дела дао и најстарију римску историју.